# Pedaria reichenbachi
Pedaria reichenbachi är en skalbaggsart som beskrevs av Josso och Prévost 2006. Pedaria reichenbachi ingår i släktet Pedaria och familjen bladhorningar. Inga underarter finns listade i Catalogue of Life.